# Nāḩiyat Darbāsīyah
Nāḩiyat Darbāsīyah (arabiska: ناحية الدرباسية, ناحية درباسية) är ett subdistrikt i Syrien.   Det ligger i provinsen al-Hasakah, i den nordöstra delen av landet, 500 km nordost om huvudstaden Damaskus.
Omgivningarna runt Nāḩiyat Darbāsīyah är i huvudsak ett öppet busklandskap. Runt Nāḩiyat Darbāsīyah är det ganska tätbefolkat, med 179 invånare per kvadratkilometer.